# Похитителите на изчезналия кивот
Похитителите на изчезналия кивот (на английски: Raiders of the Lost Ark) е американски екшън приключенски филм от 1981 г., режисиран от Стивън Спилбърг и написан от Лорънс Касдан, базиран на оригиналната история от Джордж Лукас и Филип Кауфман. Действието се развива през 1936 г., а във филма участва Харисън Форд в ролята на Индиана Джоунс, археолог, пътуващ по света, който се бори с нацистките сили за връщане на отдавна изгубения кивот, за който се твърди, че прави една армия непобедима. Обединявайки се с бившата си партньорка Мериън Рейвънуд (Карън Алън), Джоунс се надпреварва да спре съперника си археолог Рене Белок (Пол Фрийман), който е насочил нацистите към кивота и неговата сила.
Лукас замисля Похитителите на изчезналия кивот в началото на 70-те години на миналия век. В стремежа си да модернизира сериалите от началото на 20-ти век, той доразвива идеята с Кауфман, който предлага кивота като цел на филма. В крайна сметка Лукас се фокусира върху разработването на филма си от 1977 г. Междузвездни войни. Разработката на Похитителите на изчезналия кивот се възобновява през същата година, когато той споделя идеята със Спилбърг, който се присъединява към проекта няколко месеца по-късно. Въпреки че двамата имат идеи за декори и каскади за филма, те наемат Касдан, който да запълни празнините в наратива. Записите започват през юни 1980 г. с бюджет от 20 милиона долара и приключват през септември същата година. Снимките се провеждат на снимачни площадки в Елстрий Студиос, Англия, и на локации главно в Ла Рошел, Франция, Тунис и Хавай.
Предварително проучване показва слаб интерес от страна на публиката към филма преди датата на излизането му на 12 юни 1981 г., особено в сравнение със Супермен II. Въпреки това, Похитителите на изчезналия кивот се превръща в най-касовия филм на годината, печелейки приблизително 354 милиона долара по целия свят, като се прожектира в някои кина повече от година. Той също така има успех от критиката, получавайки похвали за своите сцени, хумор и екшън. Филмът е номиниран за няколко награди и спечели пет награди Оскар, седем награди Сатурн и една награда БАФТА, наред с други отличия.
Похитителите на изчезналия кивот е смятан от критиците за един от най-великите филми, правени някога, оказал трайно влияние върху популярната култура, пораждайки множество имитатори в различни медии и вдъхновявайки други режисьори. През 1999 г. Библиотеката на Конгреса избира филма за съхранение в Националния филмов регистър на САЩ. През 2008 г. списание Емпайър го класира на второ място в списъка си с 500-те най-велики филма на всички времена. Похитителите на изчезналия кивот е първият филм от това, което се превръща в поредицата Индиана Джоунс, която включва още четири филма – Храмът на обречените (1984), Последният кръстоносен поход (1989), Кралството на кристалния череп (2008) и Реликвата на съдбата (2023) – телевизионен сериал, видеоигри, комикси, романи, атракции в увеселителни паркове и играчки.

## Сюжет
През 1936 г. американският археолог Индиана Джоунс намира златен идол в древен перуански храм, охраняван от смъртоносни капани. Съперникът му археолог Рене Белок го притиска и му отнема идола, но Джоунс успява да избяга със самолет.
След завръщането си в САЩ, двама агенти от Службата за военно разузнаване го информират, че нацистите копаят в Танис, Египет, и споменават името на бившия му ментор Абнър Рейвънууд. Джоунс осъзнава, че нацистите търсят кивота – свещен библейски артефакт, за който Хитлер вярва, че ще направи армията му непобедима. Агенти наемат Джоунс, за да открие кивота преди тях.
В Непал Джоунс намира дъщерята на Абнър – Мериън, с която преди е имал връзка. Разбира, че баща ѝ е починал. При опит на гестаповия агент Арнолд Тот да отнеме медальон, избухва пожар в бара ѝ. Тот се опитва да вземе медальона от пламъците, но само изгаря изображението му върху ръката си. Джоунс и Мериън взимат медальона и бягат.
В Кайро те се срещат с приятеля на Джоунс – Салах. Той разкрива, че Белок помага на нацистите, които са направили непълно копие на медальона, използвайки изгарянията по ръката на Тот. След нападение от нацисти, Мериън изглежда загива, а Джоунс е опустошен. Един имам разчита медальона и разкрива, че едната му страна съдържа предупреждение да не се безпокои кивотът, а другата – точните размери на жезъла на Ра, с който може да се посочи мястото на кивота.
Джоунс и Салах разбират, че нацистите копаят на грешно място. Те проникват в разкопките, използват оригиналния медальон и правилно оразмерения жезъл, за да открият Кладенеца на душите – истинското място на кивота. Откриват го, но Белок и нацистите ги залавят. Джоунс и Мериън са затворени в кладенеца, но успяват да избягат. Джоунс преследва и превзема камион, превозващ кивота.
С Мериън Джоунс организира прехвърлянето на кивота към Лондон с товарен кораб, но германска подводница ги залавя. Джоунс тайно се качва на борда. Подводницата пътува до остров в Егейско море, където Белок иска да изпробва силата на кивота преди да го предаде на Хитлер.
На острова Джоунс се опитва да спре церемонията и заплашва да унищожи кивота, но се отказва, тъй като Белок осъзнава, че той не би унищожил артефакт с такава историческа стойност. Джоунс и Мериън са вързани и принудени да гледат церемонията. Когато кивотът е отворен, от него излизат духове, огън и светкавици, които убиват Белок, Тот и всички нацисти. По съвет на Джоунс, той и Мериън затварят очи и така оцеляват.
Във Вашингтон правителството награждава Джоунс, но отказва да разкрие къде се съхранява кивотът, заявявайки, че най-добрите хора го проучват. Последната сцена показва как кивотът е складиран в огромен склад, пълен с безброй други сандъци.

## Актьорски състав
- Харисън Форд – Индиана Джоунс, професор по археология и авантюрист
- Карън Алън – Мериън Рейвънуд, енергична и корава собственичка на бар, бивша любовница на Джоунс
- Пол Фрийман – Рене Белок, археолог на служба при нацистите, съперник на Джоунс
- Роналд Лейси – майор Арнолд Тохт, садистичен агент на Гестапо
- Джон Рис-Дейвис – Салах, египетски археолог и стар познайник на Джоунс
- Денъм Елиът – Маркъс Броуди, куратор на музея и верен приятел на Джоунс

В Похитителите на изчезналия кивот участват още Волф Калер като нацистки полковник Дитрих и Антъни Хигинс като майор Гоблър, дясната ръка на Дитрих. Дон Фелоуз и Уилям Хуткинс се появяват съответно като агенти на разузнаването от армията на Съединените щати полковник Масгроув и майор Итън. Джордж Харис играе Саймън Катанга, капитан на парахода, а Фред Соренсън се превъплъщава в ролята на пилота Джок.
Продуцентът Франк Маршал се появява като пилота на Летящото крило. Пат Роуч играе нациста, който се сбива с Джоунс. Вик Таблиан играе коварния перуански водач Баранка и Човека-маймуна в Кайро. Алфред Молина се появява като коварния водач Сатипо, това е дебютният му филм. Тери Ричардс играе мечоносеца от Кайро, застрелян от Джоунс.

## Производство

### Концепция
Джордж Лукас замисля филма Похитителите на изчезналия кивот през 1973 г., малко след като завършва комедийната драма Американски графити. Стар филмов плакат, на който героичен персонаж скача от кон на камион, напомня на Лукас за сериалите от началото на 20-ти век, на които се е наслаждавал като млад, като например Бък Роджърс (1939), Бойният легион на Зоро (1939), Шпионинът (1942) и Дон Уинслоу от флота (1942). Лукас иска да направи филм от категория Б по модела на тези заглавия и замисля Приключенията на Индиана Смит, с участието на смел археолог, кръстен на кучето си аляски маламут. Приблизително по същото време се опитва да адаптира сериала от космическата опера Флаш Гордън (1936), но не успява да получи правата. Той отлага проекта Индиана Смит, за да се съсредоточи върху създаването на собствената си космическа опера Междузвездни войни (1977).
През 1975 г. Лукас обсъжда идеята си за филмова поредица със своя приятел Филип Кауфман. Двамата работят върху историята в продължение на две седмици. Лукас си представя героя като университетски професор и археолог-авантюрист, основавайки се на собствената си признателност към археологията и известни археолози като Хайръм Бингам III, Рой Чапман Андрюс и Леонард Уули. Кауфман премахва визията на Лукас за Смит като посетител на нощен клуб и женкар и предлага кивота като централна цел на филма, вдъхновявайки се от теориите на хематолога Рафаел Айзъкс за физиката на библейските чудеса. Кивотът се превръща в източник на конфликт между героя и нацистите на фона на историческия националсоциалистически окултизъм, свързан с на нацисткия лидер Адолф Хитлер.
Лукас иска Кауфман да режисира филма, но тъй като вече е ангажиран с работата по уестърна Джоузи Уелс извън закона (1976), отново замръзява проекта и възобновява работата си по Междузвездни войни. През май 1977 г. Лукас прекарва почивката си в Хавай, за да избегне всякакви потенциални негативни новини за кинопремиерата на Междузвездни войни, за която се опасява, че ще се провали в боксофиса. Той кани Стивън Спилбърг да се присъедини към него и съпругата му. На плаж близо до хотел Мауна Кеа Бийч Лукас и Спилбърг обсъждат следващите си проекти. Спилбърг иска да режисира филм от поредицата Джеймс Бонд, но Лукас му предлага Приключенията на Индиана Смит. Лукас все още се надява Кауфман да го режисира, но няколко месеца по-късно става ясно, че не може да участва и Лукас моли Спилбърг да го замести.

### Сценарий
Лорънс Касдан, неотдавнашното откритие на Спилбърг, е избран да напише сценария. Касдан работи като професионален сценарист само от месец, но Лукас се съгласява да го наеме, след като прочита сценария му за Разделяне на териториите (1981). През януари 1978 г. Лукас, Касдан и Спилбърг прекарват около девет часа на ден в продължение от три до пет дни в къщата на асистента на Лукас в Шърман Оукс, Лос Анджелис, разработвайки плана на Лукас. От тези дискусии произлизат няколко идеи, включително капанът с камъни, маймуната в Кайро, изгарянето на ръката на Тохт с отпечатъка на медальона и заключването на кивота от правителствени агенти. Касдан осъзнава, че Спилбърг и Лукас имат предвид няколко сцени, но търсят някой друг, който да свърши трудната работа по сглобяването им.
Спилбърг не одобрява името Индиана Смит, тъй като вярва, че то ще напомня на публиката за героя на Стийв Маккуин Невада Смит. Лукас, Касдан и Спилбърг се съгласяват единодушно да използват фамилията Джоунс. Героят Индиана Джоунс е базиран на актьорите Клинт Истууд и Тоширо Мифуне, както и на измисления герой Джеймс Бонд. Лукас иска героят му да практикува кунгфу и да е плейбой, финансирайки начина си на живот с удоволствието от приключения, но Спилбърг и Касдан смятат, че героят е достатъчно сложен, за да е авантюрист и археолог. Спилбърг предлага да направи Джоунс запален комарджия или алкохолик, но Лукас желае да бъде модел за подражание, който е честен, верен и доверчив. И двамата са на мнение, че е важно Джоунс да бъде погрешим, уязвим и способен както в комични, така и в сериозни моменти. Те възнамеряват той да бъде някой, с когото публиката може да се асоциира и да го боготвори. Лукас предполага, че Мериън би имала романтично минало, на 11-годишна възраст, с много по-възрастния Джоунс, но Спилбърг предлага да е зряла жена.
Докато Спилбърг режисира 1941 (1979), Касдан използва офиса си, за да пише сценария на Похитителите, вдъхновен от приключенските филми Ред Ривър (1948), Седемте самураи (1954) и Великолепната седморка (1960). Той създава Джоунс като антигерой, археолог, ограбващ гробове. Касдан иска поддържащ актьорски състав със свои уникални характеристики и вярва, че е важно тези герои да имат запомнящо се въздействие. Той описва как най-трудната част от писането е да се обясни как Джоунс попада в последователни опасни събития и оцелява, и как пътува между различните локации. През август 1978 г., след приблизително пет месеца, Касдан завършва първия си чернова.
Спилбърг описва черновата като добра, но твърде дълга. Касдан и Лукас си сътрудничат , за да я съкратят и усъвършенстват. Сценарият представлява история, обхващаща целия свят, чието действие се развива в Съединените щати, Египет, Гърция и Непал. Няколко елемента са премахнати, включително пътуване до Шанхай, което води до преследване с вагонетка, и Джоунс, използващ гонг, за да се предпази от огън – идеи, използвани по-късно в предисторията на Индиана Джоунс и храмът на обречените (1984). За негово разочарование, голяма част от любовната история на Касдан между Джоунс и Мериън е изрязана, както и сцени, показващи взаимното привличане между Мериън и Белок. Сценарият е завършен през декември 1979 г.

### Разработка и предпроизводство
Лукас иска сам да финансира Похитителите на изчезналия кивот, но не разполагаше със средства. Лукасфилм предлага проекта на няколко холивудски студия. Те го отхвърлят, отчасти заради предложения бюджет от 20 милиона долара, но и заради сделката, която Лукас предлага. Той иска студиото да осигури бюджета, но да няма творчески принос и да му позволи да запази контрола върху лицензионните права и всички продължения. Студиата считат тази сделка за неприемлива. Те се колебаят и защото Спилбърг е представил поредица от филми, надхвърлящи графика и бюджета; последният му проект, 1941, е едновременно над бюджета и критичен провал. Лукас обаче отказва да реализира проекта без Спилбърг.
Когато проектът е предложен на Парамаунт Пикчърс, президентът Майкъл Айснер прави компромис с Лукас, приемайки сделката му в замяна на ексклузивни права върху всички продължения и строги санкции за превишаване на графика или бюджета. Според съобщенията Лукас договаря заплата между 1 милион и 4 милиона долара плюс дял от брутната печалба, въпреки че отделен доклад посочва, че е получил само нетна печалба. Спилбърг получава до 1,5 милиона долара като режисьор и дял от брутната печалба.
Продуцентът Франк Маршал, който има опит с по-малки независими филми, е нает, защото Спилбърг вярва, че ще спази графика и бюджета на филма. Спилбърг наема също оператора Дъглас Слокомб и сценографа Норман Рейнолдс, защото харесва предишните им творби, и дългогодишния си сътрудник Майкъл Кан за монтажист. Лукас е режисьор на втората снимачна група, занимаваща се със записите на второстепенните сцени, и изпълнителен продуцент на филма, заедно със своя познат Хауърд Казанджиян, за когото Лукас вярва, че ще окаже дисциплинирано влияние и няма да се отдаде на по-големите амбиции на режисьорите. Той също така привлича дългогодишния си сътрудник Робърт Уотс като асоцииран продуцент и мениджър на продукцията. Парамаунт определя график за снимки от 85 дни; Лукас, Спилбърг и Маршал се споразумяват за самоналожен график от 73 дни. Спилбърг е решен да избегне критики за поредното превишаване на графика.
Предпродукцията започва през декември 1979 г. Спилбърг предпочита да прекара една година в предпродукция, като работи с по-бързи темпове, за да поддържа нисък бюджет. През това време Спилбърг и Лукас работят едновременно по други проекти. Художниците Ед Веро, Дейв Негрон, Майкъл Лойд и Джо Джонстън предоставят обширен сториборд, в който са представени над 80% от сценария, което се равнява на приблизително 6000 изображения. Това помага на Спилбърг да визуализира предварително сцените и да ограничи времето, необходимо за подготовка на кадрите. Сценарият описва отварянето на кивота, а художниците са натоварени със задачата да си представят какво трябва да се случи. Всеки предлага различни аспекти – духове, пламъци и странни светлинни ефекти; Джонстън е натоварен със задачата да комбинира идеите. Спилбърг също така изгражда миниатюрни декори на по-големи сцени, за да планира оформлението и осветлението, включително кладенеца на душите, мястото на разкопките в Танис и пазара в Кайро. Те съдържат фигурки с височина 2,5 см, за да подсказват колко статисти ще са необходими. Сред промените, направени на този етап, Спилбърг отказва от идеята си Тохт да има механична ръка, която може да бъде заменена с картечница или огнехвъргачка. Лукас е на мнение, че това поставя филма в различен жанр.

### Кастинг
Лукас иска сравнително непознат актьор, готов да се ангажира с филмова трилогия, за да изиграе ролята на Индиана Джоунс. Сред разглежданите за ролята са Бил Мъри, Ник Нолти, Стийв Мартин, Чеви Чейс, Тим Мейтсън, Ник Манкусо, Питър Койот, Джак Никълсън, Джеф Бриджис, Джон Ший, Сам Елиът, Хари Хемлин и Дейвид Хаселхоф. Кастинг режисьорът Майк Фентън предпочита Бриджис, но съпругата на Лукас, която е и негова честа сътрудничка, Марсия Лукас предпочита Том Селек. Селек е задължен с договор да се снима в телевизионния сериал Магнум. Лукас и Спилбърг отправят молба към телевизионната мрежа на сериала Си Би Ес да го освободят десет дни по-рано от договореното. Разбирайки, че Селек е търсен актьор, Си Би Ес дава зелена светлина на сериала, принуждавайки актьора да се откаже от проекта на Лукас и Спилбърг, като с този ход продукцията остава без актьор само няколко седмици преди снимките. Стачката на актьорите от 1980 г. поставя филма в пауза от три месеца, което би позволило на Селек да играе ролята на Джоунс.
Спилбърг казва, че Харисън Форд е перфектен за ролята, след като го гледа в Империята отвръща на удара. Канзанджиян казва, че Форд винаги е обмислян, но не е избран, защото вече е известен актьор. Лукас се притеснява, че ще изглежда зависим от Форд, като го избере за друг филм след Междузвездни войни, и също така не смята, че той ще се ангажира с три филма. Форд приема предложението, тъй като смята, че проектът е забавен. Форд договаря седемцифрена сума, процент от брутната печалба и възможността да пренапише репликите си. Той предприема обширни упражнения, за да подобри физиката си, като тренира няколко седмици под ръководството на координатора на каскадите Глен Рандал да използва камшик, като става достатъчно умел, за да обезоръжи Човека-маймуна; китката му трябвало да бъде рехабилитирана, за да компенсира стара травма. Интерпретацията на Форд за героя е първо да е учен, а след това авантюрист.
За любимата на Джоунс, Мериън, Спилбърг иска актриса, подобна на водещите женски икони в началото на 20 век като Айрин Дън, Барбара Стануик и Ан Шеридан. Лукас иска Дебра Уингър, но тя не проявява интерес към ролята, а Спилбърг – приятелката си Ейми Ървинг. Други варианти за ролята са Стефани Цимбалист, Барбара Хърши, Шон Йънг, която се явява на прослушване със Селек, и Уенди Малик. Спилбърг познава работата на Карън Алън от участието ѝ в Животинска къща (1978), където играе независим женски персонаж. Тя го впечатлява с професионализма си по време на прослушванията за Похитителите. Касдан кръщава героинята Мериън на баба си, а фамилията ѝ идва от улица в Лос Анджелис.
Спилбърг избира Фрийман за ролята на Белок, след като го гледа в документалната драма Смъртта на принцесата (1980), тъй като има пронизващи очи. Джанкарло Джанини и Жак Дютрон също са разглеждани за ролята. Дани Де Вито е поканен за ролята на Салах, който е описан като кльощав и висок 1,5 м египтянин като Гунга Дин от едноименния филм от 1939 г. Де Вито не може да участва поради конфликт с графика със ситкома му Такси и защото агентът му иска твърде много пари. Джон Рис-Дейвис е избран за ролята въз основа на изпълнението си в минисериала Шогун (1980). Роналд Лейси е избран за ролята на Тохт, защото напомня на Спилбърг за актьора Питър Лори. Ролята е предложена на Клаус Кински, но той избира да се появи във филма Отрова (1981), защото му предлагат повече пари.

### Заснемане
Основните снимки започват на 23 юни 1980 г. Записите се провеждат на място във френския пристанищен град Ла Рошел, Тунис и Хавай, както и на снимачната площадка в Елстрий Студиос в Англия. Студиото е избрано заради доброто си оборудване, използвано за Междузвездни войни. Снимките на различни локации струват около 100 000 долара на ден в допълнение към заплатите на екипа; снимачните площадки струват допълнителни 4 милиона долара. Продукцията може да си позволи определено оборудване само за ограничено време, включително стабилизатор на камерата за по-плавни кадри и кран за камера за по-високи кадри. За да поддържа строгия график, Спилбърг споделя: не правех по 30 или 40 дубли; обикновено само 4... Ако имах повече време и пари, щеше да се получи претенциозен филм.
Първата заснета сцена в Ла Рошел е с нацистката подводница, наета за продукцията на Подводницата (1981), като условието е да не бъде отвеждана в дълбоки води.
На 30 юни продукцията се премества в Елстрий Студиос. Интериорът включва сцената с имам, който дешифрира главата на жезъла, и перуанския храм. Възникват многократни забавяния по време на снимките на сцената с кладенеца. Интериорът на училището на Джоунс е заснет в Кралското масонско училище за момичета в Рикмансуърт, а за екстериор е използван Тихоокеанския университет в Калифорния.
Тунис е използван за изобразяването на Египет. Спилбърг описва този етап като едно от най-лошите си преживявания по време на снимките – температурата често е около 54°C, а над 150 членове на екипа се разболяват от амебиаза от местната храна. Спилбърг е един от малкото, които остават здрави, тъй като консумира храна и вода, които е взел със себе си от Англия. Лукас получава тежко слънчево изгаряне и подуване на лицето.
В края на месец септември снимките се преместват в Хавай.

### Постпродукция
Постпродукцията продължава около два месеца и се фокусира главно върху специалните ефекти. Финалният резултат от монтажа е 115-минутен филм. Марсия Лукас изразява мнение, че липсва емоционален завършек между Джоунс и Мериън, тъй като тя отсъства след затварянето на кивота. Марсия не е посочена във финалните надписи, но нейното предложение кара Спилбърг да заснеме финална сцена с екстериор на стъпалата на кметството на Сан Франциско, показваща Джоунс и Мериън заедно.

### Специални и звукови ефекти
Специалните ефекти на филма са поверени на Индустриал Лайт енд Меджик. Сцената с най-голям брой специални ефекти е тази, в която кивотът е отворен от нацистите, което води до освобождаването на свръхестествената сила, намираща се вътре в него. Впоследствие сюжетът изисква няколко симулации, свързани с ефектите от разкриването на споменатото съдържание. За разтапянето на главата на Тохт екипът прибягва до използването на желатин и гипсов модел с формата на главата на актьора Роналд Лейси, изложен на силна топлинна лампа.
Сцената е заснета с помощта на подводна камера. По същия начин, за експлозията на главата на Дитрих е използван кух модел, от който е изтеглен въздух от вътрешността. За заснемането на духовете е избрано част от кадъра да се заснеме под вода, за да се придаде призрачен ефект на сцената.
Ръководителят на звуковите ефекти, Бен Бърт, предпочита да работи основно в специализирано студио за ефекти. За да възпроизведе звука на револвера на Индиана Джоунс, той първоначално избира пушка. За симулация на различните удари екипът използва кожени якета, боксови ръкавици и бейзболна бухалка. Звуците от плъзгащите се змии в сцената с кладенеца са записани, докато някои от членовете на екипа движат пръсти в тенджера, покрита със сирене, както и чрез триене на гъби в циментови повърхности. А звукът, който се чува, когато кивотът се отваря, всъщност е шумът от плъзгането на капака на казанче за тоалетна.
Бърт използва синтезатор, за да обработи различните записи, които е събрал; в процеса смесва биосонара на няколко делфина и писъците на морски лъвове, за да създаде гласовете на духовете.

### Музика
| „          | През 80-те и 90-те години на 20 век Джон Уилямс грубо заема водещата позиция, която преди това принадлежеше на Хенри Манчини, благодарение на своите композиции. Той упорито си е извоювал това признание с въздействащи филмови музики, като тези от оригиналната трилогия на Междузвездни войни и поредицата Индиана Джоунс, като последната се счита за почит на Спилбърг към филмовите поредици, характерни за неговата младост. В Похитителите на изчезналия кивот Уилямс успява да ни развълнува, превръщайки саундтрака в музикална класика на киното. | “ |
| Amazon.com | |   |

Композиторът Джон Уилямс създава филмовата музика за лентата, като в нея за първи път се появява прочутият Маршът на похитителите, който се превръща в символ на Индиана Джоунс в популярната култура. Първоначално Уилямс пише две различни версии на главната тема за Похитителите на изчезналия кивот. Тъй като и двете се харесват на Спилбърг, той решава да ги обедини в една окончателна версия. Записите на композициите се провеждат през февруари 1981 г., изпълнени от Лондонския симфоничен оркестър и разпространявани от Кълъмбия Рекърдс. Първоначално албумът включва единадесет теми, но през 1995 г. излиза преиздание с допълнителни тридесет минути съдържание, включващо единадесет нови композиции и разширени версии на някои от оригиналните парчета. Това преиздание е последвано от нов запис на всички тракове в колекцията Трилогията Индиана Джоунс, издадена на 21 януари 2003 г. Въпреки това, тя не се счита за официална.
Темата за кивота и романтичната мелодия на Мериън и Инди също са част от филмовата музика, което ѝ носи номинация за награда Оскар в категорията Най-добра оригинална музика.

## Премиера

### Контекст
През лятото на 1981 г. (юни–септември) филмовата индустрия е в упадък повече от година. Това е резултат от малкото касови успехи, нарастващите разходи за филмова продукция, намаляващата публика и нарастващите цени на билетите. Предвижда се сезонът да намалее с 10% или 250 милиона долара спрямо предходната година. Над 60 филма са планирани за издаване – повече от предходната година – от студиата, които са нетърпеливи да направят следващия блокбъстър филм. Това увеличава конкуренцията за привличане на публика, главно тези на възраст от 12 до 24 години, в най-печелившия момент от годината.
През сезона се очаква да доминира филмът Супермен II, според експерти от индустрията и проучване сред публиката, следван от История на света: Част I, най-новият филм за Джеймс Бонд Само за твоите очи и Голямата лудория на мъпетите. Обратно, проучване сред публиката, проведено от СинемаСкор, показва слаба заинтересованост към Похитителите, седмица преди премиерата му. Ню Йорк Таймс съобщава, че Парамаунт предлага на собствениците на кина по-изгодна сделка от обикновено, за да се гарантира, че Похитителите ще се прожектира в най-добрите кина и населени места.
С участието на две камили, слон и питон, пресконференцията за филма струва 10 хиляди долара. Филмови отпечатъци са доставени на кината в оловно запечатани контейнери, за да се предотврати подправяне заедно с писмо до мениджърите на салоните, в което се посочва, че те са отговорни за всяка злоупотреба с филма. 1200-те копия на филма струват около 1,7 милиона долара. Плакатът за премиерата е създаден от Ричард Амсел.

### Боксофис
Премиерата на Похитителите на изчезналия кивот в Съединените щати и Канада е на 12 юни 1981, прожектиран в 1078 кина. Филмът печели 8,3 милиона долара, средно 7705 долара от кино, и завършва като филм номер едно от уикенда, преди дебютите на Сблъсъкът на титаните (6,6 милиона долара) и История на света: Част I (4,9 милиона долара). Публиката е анкетирана от СинемаСкор по време на първия уикенд на филма, като му дава средна оценка "A+" по скала от A+ до F.
През годините филмът е преиздаван няколко пъти, като общите му приходи в световен мащаб възлизат на 389,9 милиона долара.

## В България

### Домашна употреба
В България филмът е издаден на DVD със субтитри на български език в комплект със следващите две части от поредицата.

### Телевизионни дублажи
| Обработка              | Продуцентско направление „КИНО“                                                          |
| ---------------------- | ---------------------------------------------------------------------------------------- |
| Изпълнителен продуцент | Тодор Игнатов                                                                            |
| Превод                 | Тодор Николов                                                                            |
| Тонрежисьор            | Трендафилка Немска                                                                       |
| Режисьор на дублажа    | Димитър Караджов                                                                         |
| Озвучаващи артисти     | Таня Димитрова Марин Янев Георги Новаков Христо Чешмеджиев Симеон Владов Стефан Стефанов |

| Озвучаващи артисти  | Ирина Маринова Стефан Димитриев Александър Воронов Иван Велчев Христо Узунов |
| Преводач            | Яна Янева                                                                    |
| Тонрежисьор         | Стамен Янев                                                                  |
| Режисьор на дублажа | Михаела Минева                                                               |

| Озвучаващи артисти  | Нина Гавазова Христина Ибришимова Христо Узунов Силви Стоицов Илиян Пенев Светозар Кокаланов |
| Преводач            | Миряна Мезеклиева                                                                            |
| Тонрежисьор         | Димитър Кукушев                                                                              |
| Режисьор на дублажа | Димитър Кръстев                                                                              |

| Преводач            | Миряна Мезеклиева                                                                      |
| Тонрежисьор         | Детелина Ралчевска                                                                     |
| Режисьор на дублажа | Анна Тодорова                                                                          |
| Озвучаващи артисти  | Елисавета Господинова Христо Узунов Стефан Сърчаджиев-Съра Димитър Иванчев Васил Бинев |